# Famille de Cassagnes de Beaufort
La famille de Cassagnes de Beaufort de Miramon est une famille de la noblesse française d'extraction chevaleresque, originaire du Rouergue et subsistante de nos jours,. Elle prouve sa filiation depuis la fin du XIVe siècle.

## Histoire
Plusieurs anciennes familles nobles du nom de Cassagnes sont attestées en Rouergue depuis le XIe siècle. La Gallia christiana en l'an 1062, mentionne la charte de rétablissement du monastère Saint-Pierre-de-Clairvaux par Alboyn, fils de Harold, roi d'Angleterre, avec l'aide de Hugues et Rigald de Cassagnes, frères, seigneurs du château de Cassagnes. Il est attesté aussi à la même époque que ces derniers firent des dons considérables pour le repos de l'âme de leurs père et mère, Raimond et Richilde de Cassagnes. La famille tient son nom soit du fief de Cassagnes-Bégonhès, soit de Cassagnes-Comtaux. La maison Cassagnes-Beaufort a eu de tout temps la prétention de se rattacher aux Comtes de Toulouse et de Rouergue (837-1065), prétention qui ne repose sur aucune preuve formelle, mais sur de très fortes probabilités. 
Le château du Cayla, où cette famille résidait au début de sa filiation prouvée au XIVe siècle, était aussi désigné comme château de Cassanhes, toponyme assez fréquent dans cette région (il existe donc différents orthographes, Cassanhes/Cassagnes/Le Cayla à Cruejouls ; Le Cayla à Moyrazès ; et Cassagnes-Comtaux à Goutrens).[réf. nécessaire]
Bien que ce toponyme se trouve en plusieurs endroits, l'hypothèse la plus probable est que les Cassagnes de Beaufort de Miramon tiennent leur nom de la seigneurie de Cassagnes-Comtaux,  selon Hippolyte de Barrau.
Établie en Rouergue depuis le Moyen Âge, cette famille s'est implantée par la suite au commencement du XVIIe siècle en Haute-Auvergne, en particulier dans le Carladès, Cantal, au château de Pesteils à la suite d'une alliance (1608) avec la famille de Pestels. Au début du XVIIe siècle, elle s'est aussi établie au château de Paulhac près de Brioude.[réf. nécessaire]
Régis Valette donne à cette famille une extraction noble prouvée depuis l'année 1399.
Cette famille a été reçue au sein de l'Association d'entraide de la noblesse française (ANF) en 1946.

## Personnalités
La filiation suivie et certaine commence avec :
- Bertrand de Cassagnes, damoiseau, maître du château du Cayla, à Moyrazès, qui rendit hommage au roi le 8 juillet 1391, pour divers fiefs dans la paroisse de Valady. Il a pour femme Maralde Albinho qui teste le 1er juillet 1415 en faveur de leurs deux enfants, Béraud qui succède à son père, et Gaillard, prieur de Glassac au diocèse de Rodez[5].
- Antoine de Cassagnes de Beaufort, seigneur du Cayla, gentilhomme ordinaire de la chambre du roi Henri IV et sénéchal du Rouergue, épouse Marie de Beaufort-Mancip en 1521
- Louis de Cassagnes de Beaufort (fils du précédent), gentilhomme ordinaire de la chambre du roi Henri IV en 1599
- Charles de Cassagnes de Beaufort, gentilhomme ordinaire de la chambre du roi Louis XIII, épouse le 19 juin 1608 Camille de Pestels de Lévy, fille de Jean-Claude de Pestels de Lévy, seigneur de Branzac et Jeanne de Lévis-Caylus, dame de Valady
- Alexandre de Cassagnes de Beaufort (1685-1769), gentilhomme de la chambre du roi, 1er marquis de Cassanhe-Miramon (lettres patentes de mai 1768 ; Miramon(t) est une ancienne baronnie, de nos jours un toponyme à Naucelle et au Roc de Miramont, près de Cassagnes-Bégonhès[6]), seigneur de Pesteil, vend le château du Cayla (à Cruéjouls) en 1716
- Charles-François de Cassagnes de Beaufort, gentilhomme ordinaire de la chambre du roi Louis XIV
- Jean-Charles de Cassagnes de Beaufort, vicaire-général d'Autun sous le règne du roi Louis XVI
- Jean-Louis-Gaspard de Cassagnes de Beaufort (1778-1816), chambellan de Napoléon Ier en 1809, comte de l'Empire en 1810, préfet de l'Eure en 1813 puis de l'Indre-et-Loire en 1815, président du Conseil général du département de la Haute-Loire
- Napoléon de Cassagnes de Beaufort (1812-1856), marquis de Miramon, conseiller général, chambellan de Napoléon III, membre de la Société cantalienne
- Anatole de Cassagnes de Beaufort de Miramon (1828-1912), dit le « marquis de Miramon-Fargues », député de la Haute-Loire en 1876, conseiller général, représentant du « comte de Chambord »
- Emmanuel de Cassagnes de Beaufort, maire, conseiller général
- Abbé de Miramon-Fargues, directeur de la revue Études sociales et de la Revue d'économie sociale et rurale
- Bernard de Miramon-Fargues (1865-1908), historien régional, membre de la Société de la Haute-Auvergne, médaille d'or de l'Académie d'agriculture, auteur de :
  - Épisodes de la Révolution dans le Cantal, Aurillac, 1891, deux volumes
  - Une aventure de carnaval à Aurillac au XVIIe siècle, in Annales du Midi, 1902
  - Les districts du thé à Ceylan, in Sciences politiques, revue de l'École libre des sciences politiques, 1903
  - Péril jaune et péril blanc, in Revue générale de droit international public, 1903, vol. 10
  - Terre maternelle, Paris, Plon-Noury, 1904, (roman)
  - La Châtaigneraie, les bruyères roses et les ravins gris, Aurillac, 1900
  - Aux ruines d'Angkor, 1905 (nouvelle, publiée dans Le Tour du Monde)
  - Aventures de la fin du XVIIIe siècle, 1907
  - L'héritage de Bauvau-Tigny (1750-1830), Paris, Plon-Noury, 1907
  - Un coin ignoré du Cantal: Vic-sur-Cère et ses environs (guide touristique), Alphonse Picard, Paris, 1899
- Bérenger de Miramon Fitz-James (1875-1952), organiste et musicographe
- Jean de Miramon-Pesteils (1905-1995): Président de l’Association cantalienne des vieilles maisons françaises

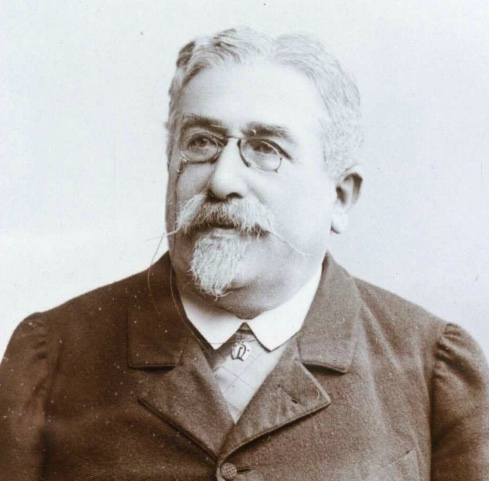
Anatole de Cassagnes de Beaufort de Miramon (1828-1912).
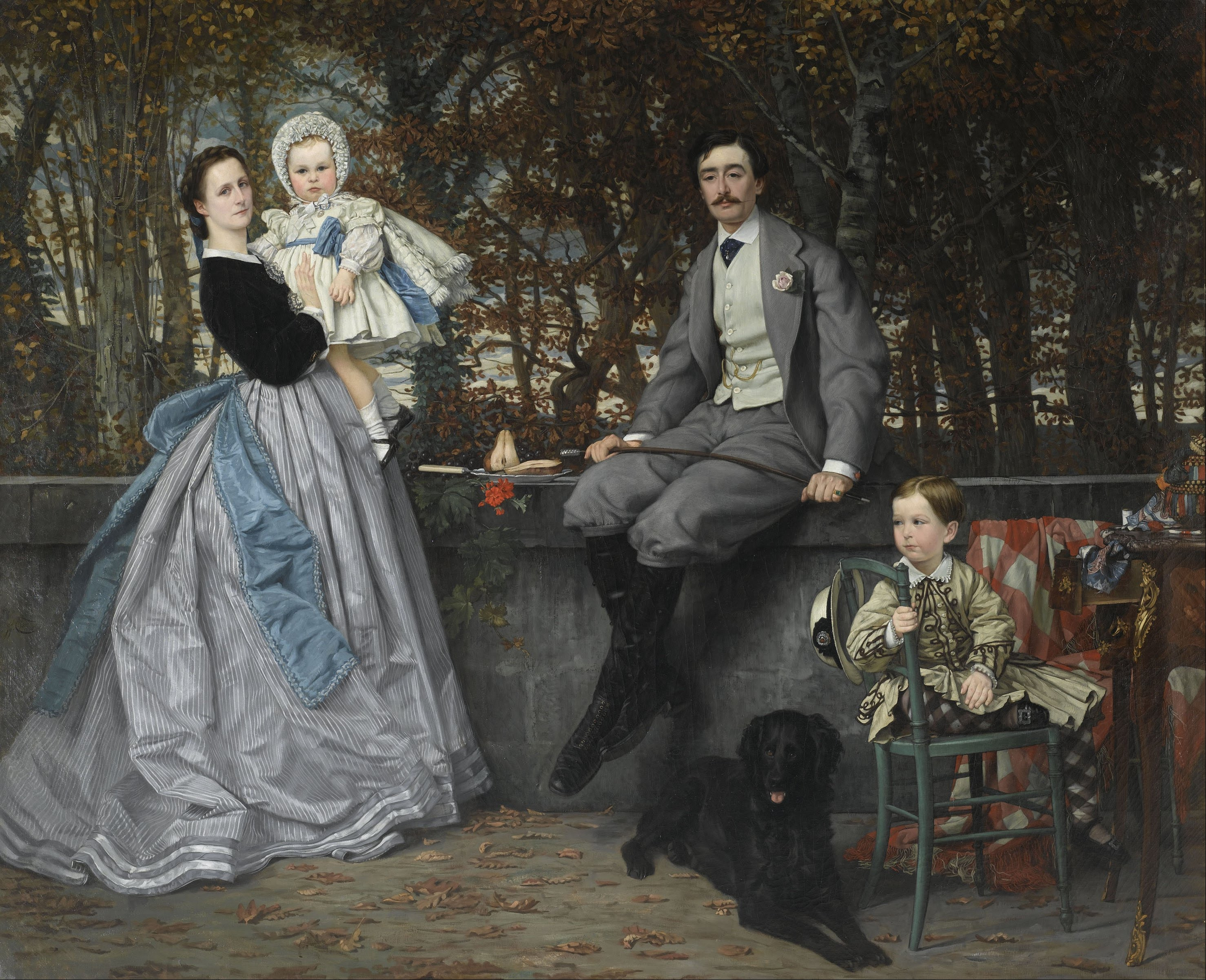
James Tissot, Portrait du marquis et de la marquise de Miramon et de leurs enfants (1865).
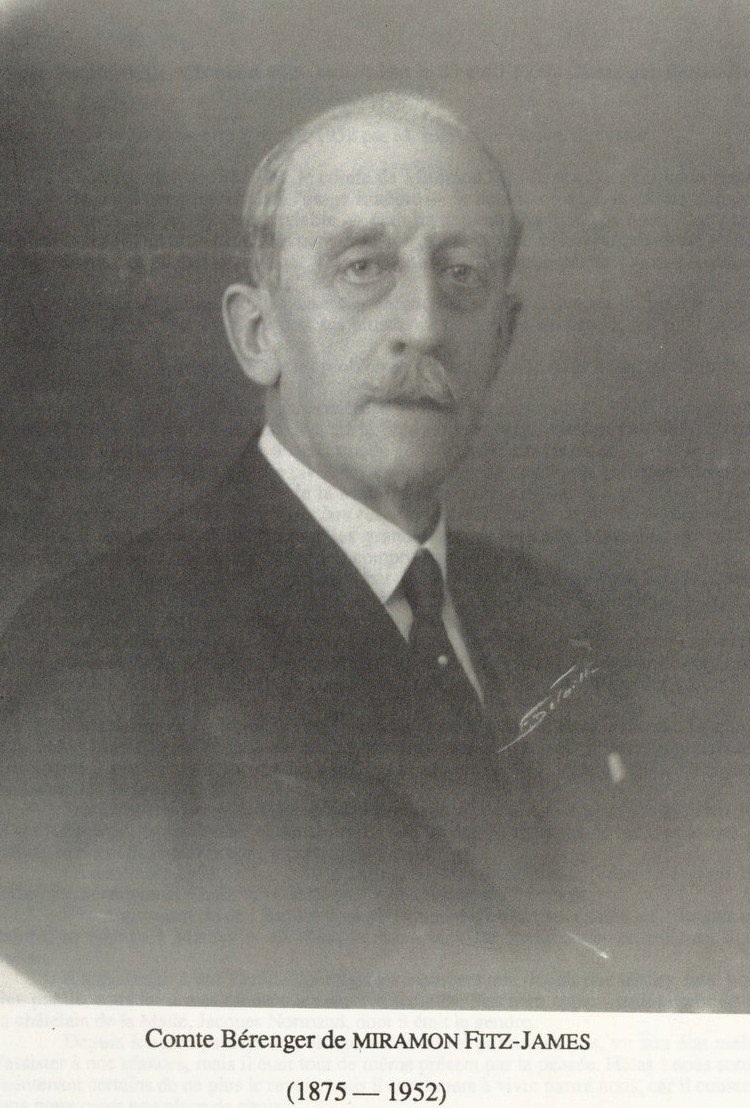
Béranger  de Cassagnes de Beaufort de Miramon (1875-1952)

## Alliances
Les principales alliances de la famille de Cassagnes de Beaufort de Miramon sont : de Méallet de Fargues (1826), Roullet de la Bouillerie (1864), de Rouge, de La Tour du Pin, de Chabannes, de Fitz-James, Creuze de Lesser, de Mercoeur, de Lasteyrie du Saillant, de Moré de Pontgibaud, de Saporta, Saint-Paul de Sincay, de Touchebœuf, Lefebvre de Laboulaye, du Couëdic de Kergoualer (1967)

## Titres
Princes-Châtelains de Cassagnes (1060), Marquis de Miramon (1600), Marquis de Pesteils (1650), Marquis du Cayla (1669), Marquis de Cassagne-Miramon (1768), Marquis de Miramon-Pesteils (titre de courtoisie), Baron de Landzer et Huningue (Alsace), Comte d’Empire

## Armes et devise
- de Cassagnes de Beaufort : D'azur au lion d'or, armé, lampassé de gueules, à la cotice de gueules brochant sur le tout.[9],[10],[11]
- Devise : « Atavis et armis »
- Couronne : de marquis.
- Supports : deux lions.